# Genuchus nigriclavus
Genuchus nigriclavus är en skalbaggsart som beskrevs av Karl Henrik Boheman 1857. Genuchus nigriclavus ingår i släktet Genuchus och familjen Cetoniidae. Inga underarter finns listade i Catalogue of Life.